# William C. Mellor
William C. Mellor (29 de junho de 1903 — 30 de abril de 1963) foi um diretor de fotografia norte-americano. Venceu o Oscar de melhor fotografia na edição de 1952 por A Place in the Sun e na edição de 1960 pelo filme The Diary of a Young Girl.